# Heraclia aurantiaca
Heraclia aurantiaca là một loài bướm đêm trong họ Noctuidae.